# Simeon
Simeon je mužské jméno, varianta hebrejského Šimeón. K nositelům patří:
- Simeon (prorok), biblický prorok
- Simeon Jeruzalémský, druhý jeruzalémský biskup
- Simeon Stylita starší, byzantský světec
- Simeon Stylita mladší, syrský světec
- Simeon, Abdechalas a Ananiáš, jeden z trojice perských mučedníků
- Simeon Sušický ze Sonnenštejna, jeden z 27 českých pánů
- Simeon Vokáč z Chýš, jeden z 27 českých pánů
- Symeon I., bulharský car
- Simeon Lukač, ukrajinský katolický hieromučedník z doby komunismu
- Simeon II., bulharský politik
- Simeon (arcibiskup), olomoucký pravoslavný arcibiskup